# Kaluza-Klein-Christoffel-Symbol
Die fünfdimensionale Kaluza-Klein-Christoffel-Symbole sind in der Kaluza-Klein-Theorie, einer Vereinigung von Allgemeiner Relativitätstheorie und Elektromagnetismus, eine Verallgemeinerung der vierdimensionalen Christoffel-Symbole. Benutzt werden diese direkt für die Geodätengleichung der Kaluza-Klein-Theorie und tauchen indirekt über den Kaluza-Klein-Riemann-Krümmungstensor auch in den Kaluza-Klein-Einstein-Feldgleichungen auf.
Benannt sind die Kaluza-Klein-Christoffel-Symbole nach Theodor Kaluza, Oskar Klein und Elwin Bruno Christoffel.

## Definition
Sei {\displaystyle {\widetilde {g}}_{ab}} die Kaluza-Klein-Metrik. Die Kaluza-Klein-Christoffel-Symbole sind gegeben durch:
{\displaystyle {\widetilde {\Gamma }}_{ab}^{c}:={\frac {1}{2}}{\widetilde {g}}^{cd}(\partial _{a}{\widetilde {g}}_{bd}+\partial _{b}{\widetilde {g}}_{ad}-\partial _{d}{\widetilde {g}}_{ab}).}
Eigenschaften
- Für nichtkompaktifizierte Raumzeit-Indizes fallen die Kaluza-Klein-Christoffel-Symbole nicht auf die gewöhnlichen Christoffel-Symbole zurück. Stattdessen gilt:
{\displaystyle {\widetilde {\Gamma }}_{\mu \nu }^{\sigma }=\Gamma _{\mu \nu }^{\sigma }-{\frac {1}{2}}A^{\sigma }\left(\partial _{\mu }\left(\phi ^{2}A_{\nu }\right)+\partial _{\nu }\left(\phi ^{2}A_{\mu }\right)\right)}
- Für kompaktifizierte Raumzeit-Indizes vereinfachen sich die Kaluza-Klein-Christoffel-Symbole mit der Zylinderbedingung:
{\displaystyle {\widetilde {\Gamma }}_{44}^{\mu }=-{\frac {1}{2}}{\widetilde {g}}^{\mu d}\partial _{d}{\widetilde {g}}_{44}=-{\frac {1}{2}}{\widetilde {g}}^{\mu \nu }\partial _{\nu }{\widetilde {g}}_{44}=-\phi g^{\mu \nu }\partial _{\nu }\phi ,}
{\displaystyle {\widetilde {\Gamma }}_{44}^{4}=-{\frac {1}{2}}{\widetilde {g}}^{4d}\partial _{d}{\widetilde {g}}_{44}=-{\frac {1}{2}}{\widetilde {g}}^{4\nu }\partial _{\nu }{\widetilde {g}}_{44}=\phi A^{\nu }\partial _{\nu }\phi .}
- Analog zum Christoffel-Symbol, doch zusätzlich mit dem Zusammenhang {\displaystyle {\widetilde {g}}=\phi ^{2}g},[2] gilt:
{\displaystyle {\widetilde {\Gamma }}_{ab}^{a}=\partial _{b}\ln {\sqrt {-{\widetilde {g}}}}=\partial _{b}\ln \left(\phi {\sqrt {-g}}\right).}